# 威利·麥基
威利·汀恩·麥基（英語：Willie Dean McGee，1958年11月2日—），為美國職棒大聯盟的外野手，生涯曾效力過紅雀、運動家與紅襪等隊。麥基生涯拿下兩座金手套獎，並在1985年榮獲國聯MVP。他在1982年隨隊拿下世界大賽冠軍，生涯累積敲出2254支安打。目前他在紅雀隊擔任助理教練。

## 職業生涯
1976年，高中甫畢業的麥基便投入選秀會。最後他在第7輪被白襪隊選走，但他拒絕白襪提出的合約，並決定繼續攻讀大學。幾個月後，洋基隊在業餘選秀的首輪15順位將麥基選走。雖然麥基最後加入洋基，但他在洋基小聯盟過得並不順遂，最高層級只上到2A。

### 1982年–1989年
1981年10月21日，對麥基喪失耐心的洋基將他交易到紅雀，換來投手Bob Sykes。1982年，他進入紅雀隊3A。最後他在5月10日登上大聯盟，整季打擊率為2成96，並敲出4轟與56分打點。這年他也隨隊奪下世界大賽冠軍，其中第三戰更是讓他因此成名。}}他在這場比賽敲出雙響砲，又在9局上沒收對手可能形成的全壘打，幫助球隊以6比2贏球。
1980年代，紅雀隊總教練Whitey Herzog大膽採用大量快腿球員。儘管隊上先發打線一字排開幾乎沒有強打者，但幾乎都年年維持季後賽競爭力，在當時實屬罕見。
1984年6月23日，麥基達成完全打擊。不過小熊隊的雷恩·桑柏格在這場比賽擊出雙響砲，幫助小熊在延長賽以12比11贏球。1985年，麥基以3成53的打擊率拿下生涯首座國聯打擊王。他敲出216支安打和18支三壘安打都是國聯第一高。而他這年不僅入選明星賽，還拿下金手套獎和銀棒獎，因此最後他順利獲得國聯MVP。這年紅雀在國聯冠軍賽成功擊退道奇，不過在世界大賽輸給皇家。
1987年，總教練安排讓麥基擔任第五棒，而這年他也打回生涯新高的105分打點。這年他們在國聯冠軍賽擊敗巨人晉級世界大賽，但最後又在世界大賽落敗。

### 1990年–1995年
1990年，紅雀還在重建期間，不過總教練Herzog卻突然宣布退休。而麥基在8月29日被交易到運動家，換來Félix José和兩名小聯盟球員。雖然麥基成功幫助運動家打進世界大賽，不過卻被紅人給4連戰橫掃出局。這年儘管他在球季末身處美聯，但足夠的打數依舊讓他拿下國聯打擊王(打擊率3成35)。這年美聯打擊王是由喬治·布列特以3成29拿下，而麥基整季的打擊率為3成24。另外，道奇隊的艾迪·莫瑞打擊率為3成30，雖然他整季的打擊率通算最高，但卻沒能拿下打擊王寶座。
1990年12月3日，麥基和巨人隊簽下複數年合約。他在巨人隊的表現相當穩定，不過他在1994年傷到腳踝，大大影響他的打擊能力。
1995年6月6日，傷癒復出的麥基加盟紅襪。球隊最終進入季後賽，但麥基在分區賽僅敲出一支安打，最後紅襪遭到印地安人橫掃出局。

### 重返紅雀隊
1995年12月15日，成為自由球員的麥基和紅雀簽下合約。1997年，他曾在一場比賽中的9局下2出局時敲出再見全壘打，幫助球隊2比1險勝。1999年8月5日，他沒收了湯尼·關恩的生涯3000安。而那場比賽，紅雀一壘手馬克·麥奎爾敲出生涯500轟。
1999年10月3日，麥基進行了大聯盟生涯最終戰，當時他已年屆40歲，為當時國聯第三老的球員。

## 生涯打擊成績
| 出賽次數 | 打席 | 打數 | 得分 | 安打 | 二安 | 三安 | 全壘打 | 打點 | 盜壘 | 保送 | 三振 | 打擊率 | 上壘率 | 長打率 | OPS  |
| -------- | ---- | ---- | ---- | ---- | ---- | ---- | ------ | ---- | ---- | ---- | ---- | ------ | ------ | ------ | ---- |
| 2201     | 8188 | 7649 | 1010 | 2254 | 350  | 94   | 79     | 856  | 352  | 448  | 1238 | .295   | .333   | .396   | .729 |

## 退休之後

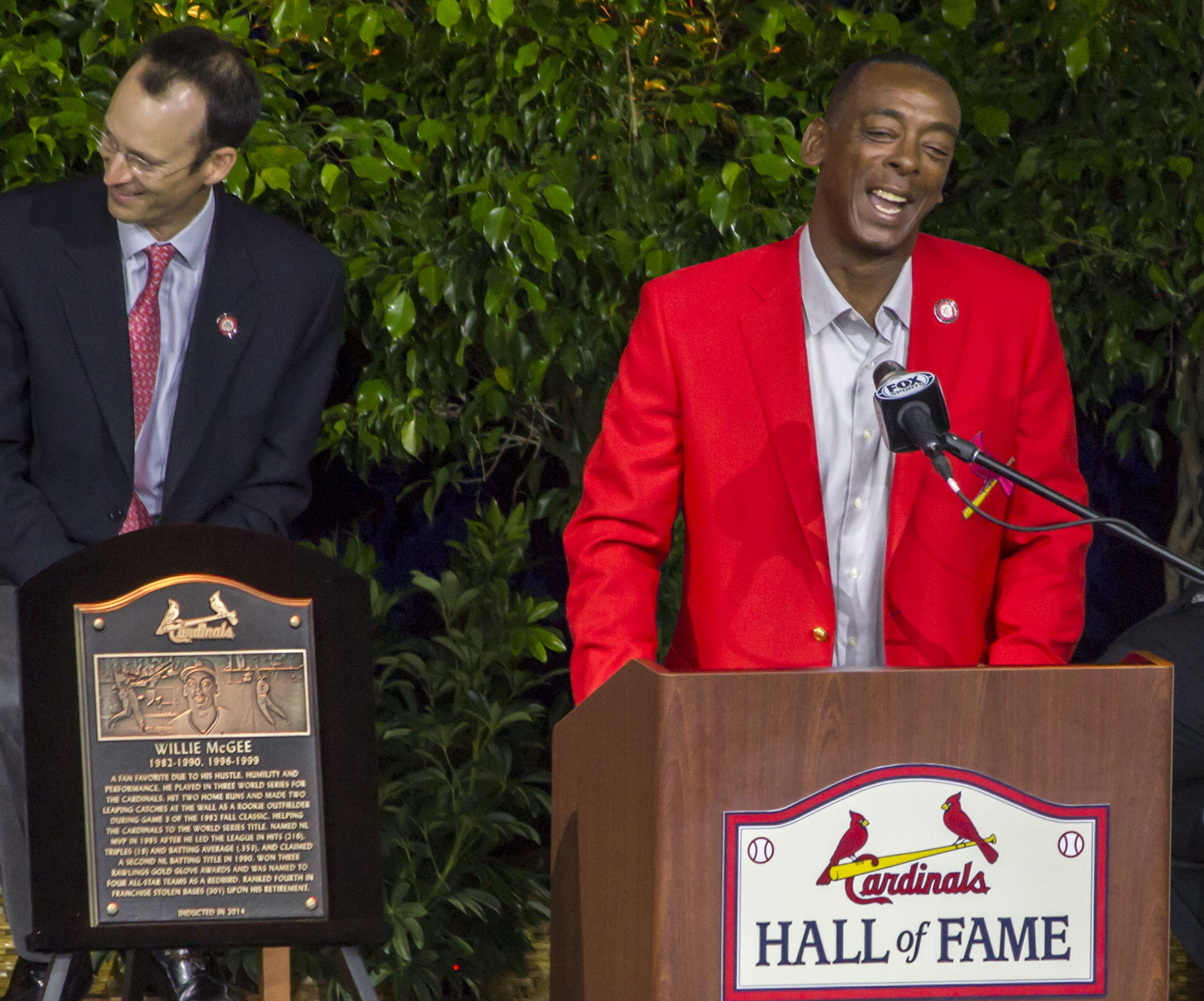
在紅雀隊名人堂入選典禮上發表演講的麥基

2013年3月6日，麥基被任命為紅雀隊的總經理特助。他除了指導小聯盟的外野手外，還必須時時分析小聯盟選手的個別能力。2014年8月16日，他入選紅雀隊名人堂。
2017年10月23日，麥基成為紅雀隊小聯盟的教練。而他同時擔任外野指導、跑壘指導和打擊指導等三項工作。
2020年8月14日，因為COVID-19疫情肆虐，麥基決定退出賽季。

## 外部連結
- 球員資訊和成績在MLB，ESPN，Baseball-Reference，Fangraphs（英文）

| 奖项与成就           | 奖项与成就                 | 奖项与成就           |
| -------------------- | -------------------------- | -------------------- |
| 前任： 卡爾頓·費斯克 | 完全打擊 1984年6月23日     | 繼任： 德懷特·埃文斯 |
| 前任： 基斯·赫南德茲 | 國聯單月最佳球員 1985年8月 | 繼任： 蓋瑞·卡特     |